# Pfaffenthal
Pfaffenthal (Luxemburgs: Pafendall) is een van de 24 stadsdelen van Luxemburg, gelegen in het centrum van de stad. In 2001 woonden er 1208 mensen in de wijk.
Pfaffenthal vormt samen met Grund het oudste deel van de stad Luxemburg. Tijdens het Romeinse Rijk stak de weg tussen Reims en Trier hier de rivier Alzette over, en in de Middeleeuwen vestigden ambachtslieden zich hier in de buurt van het water.
Het stadsdeel bestaat uit Pfaffenthal en in het noorden Siechenhof, waar lange tijd een leprozerie was gevestigd. Wat daarvan resteert zijn de begraafplaats en voormalige leprozeriekapel, die nu als mortuarium wordt gebruikt.

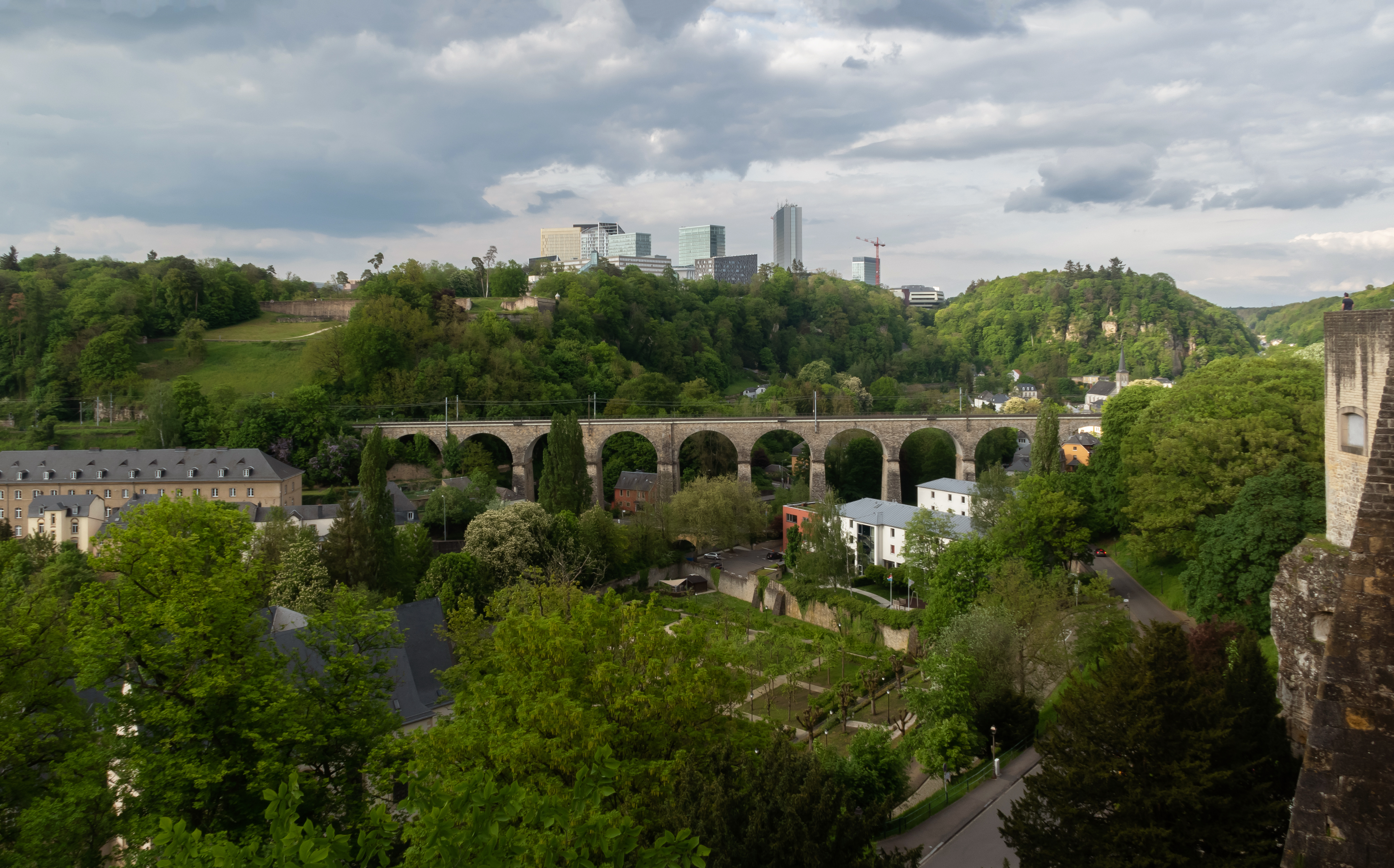
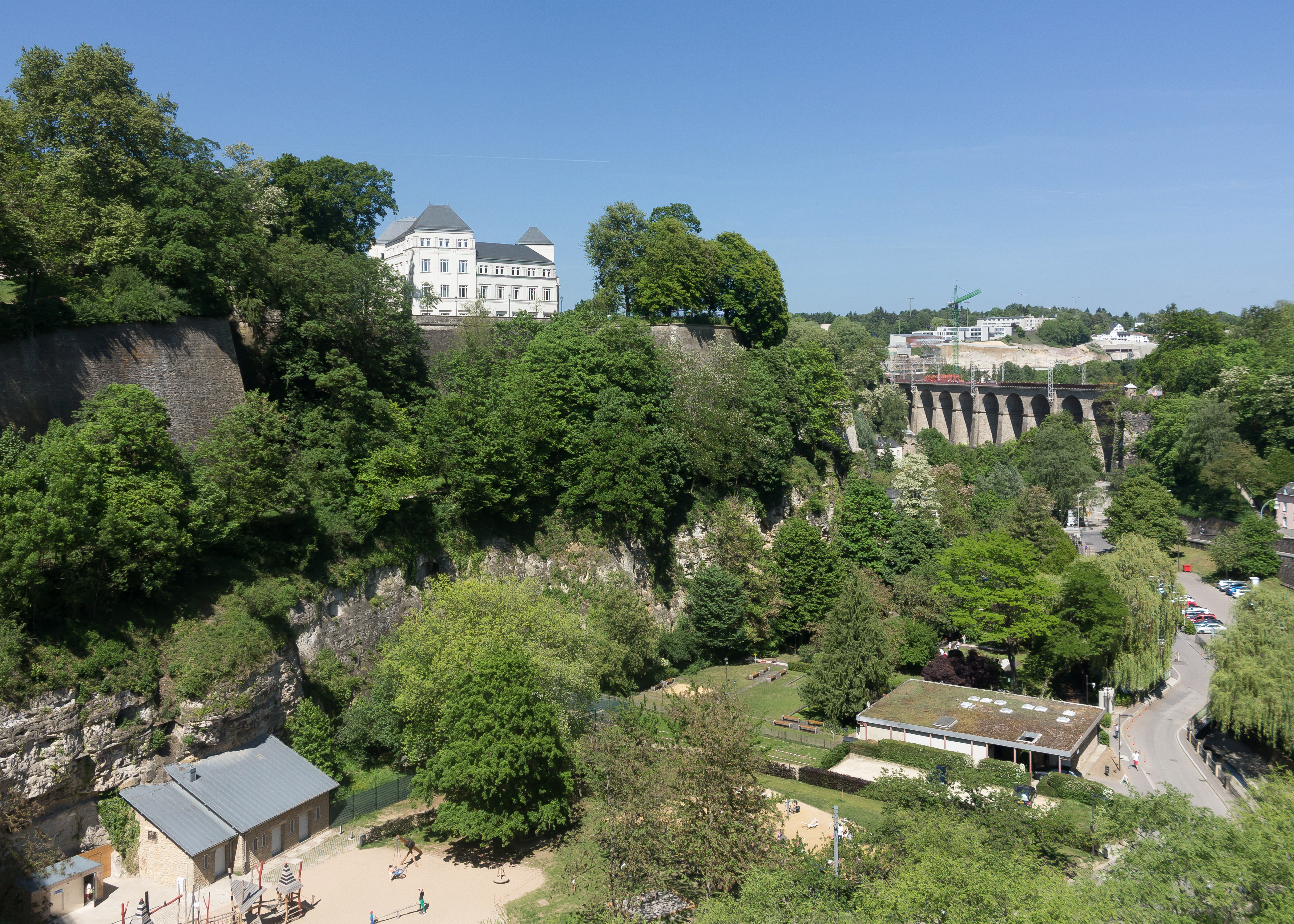
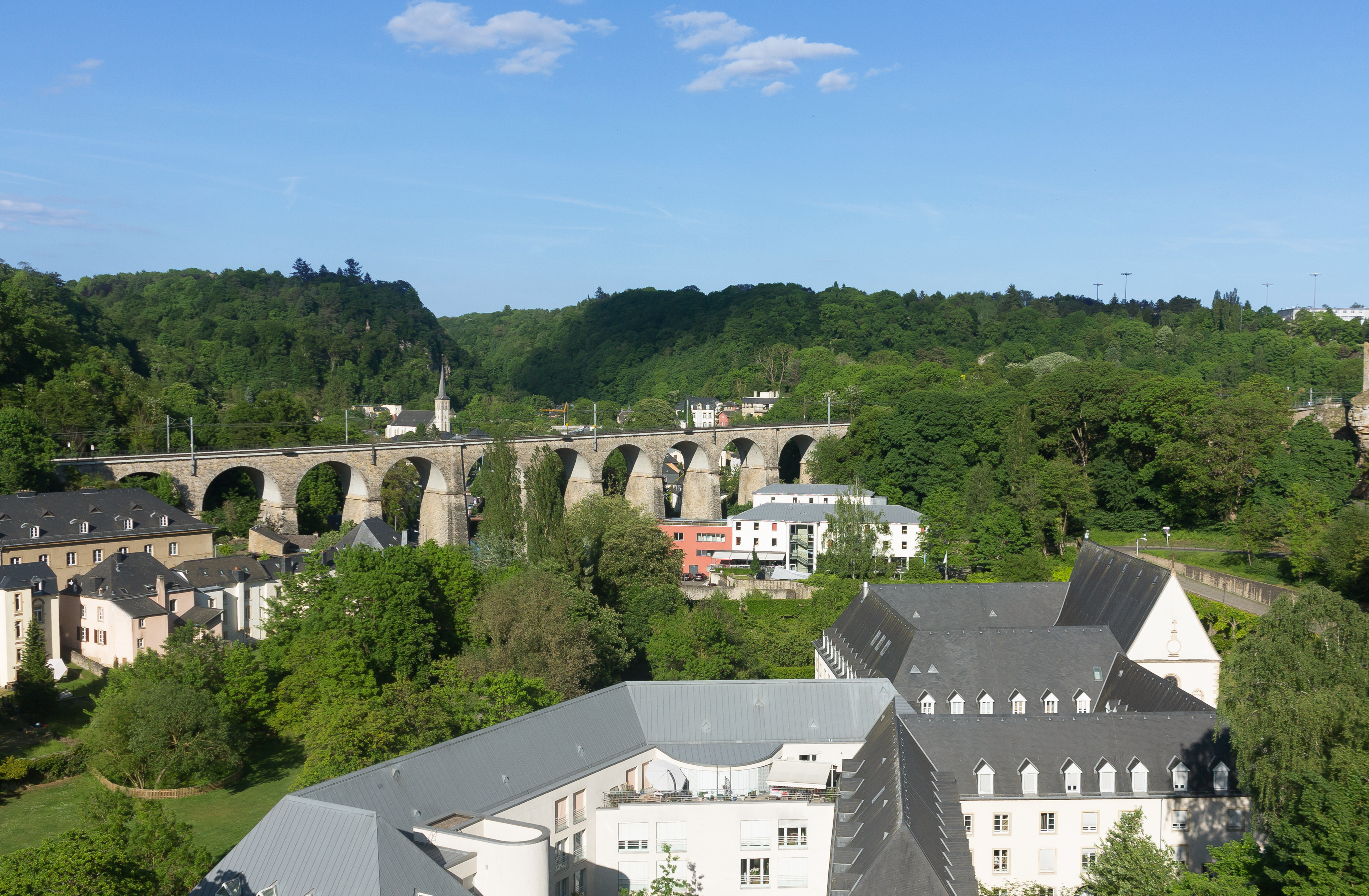
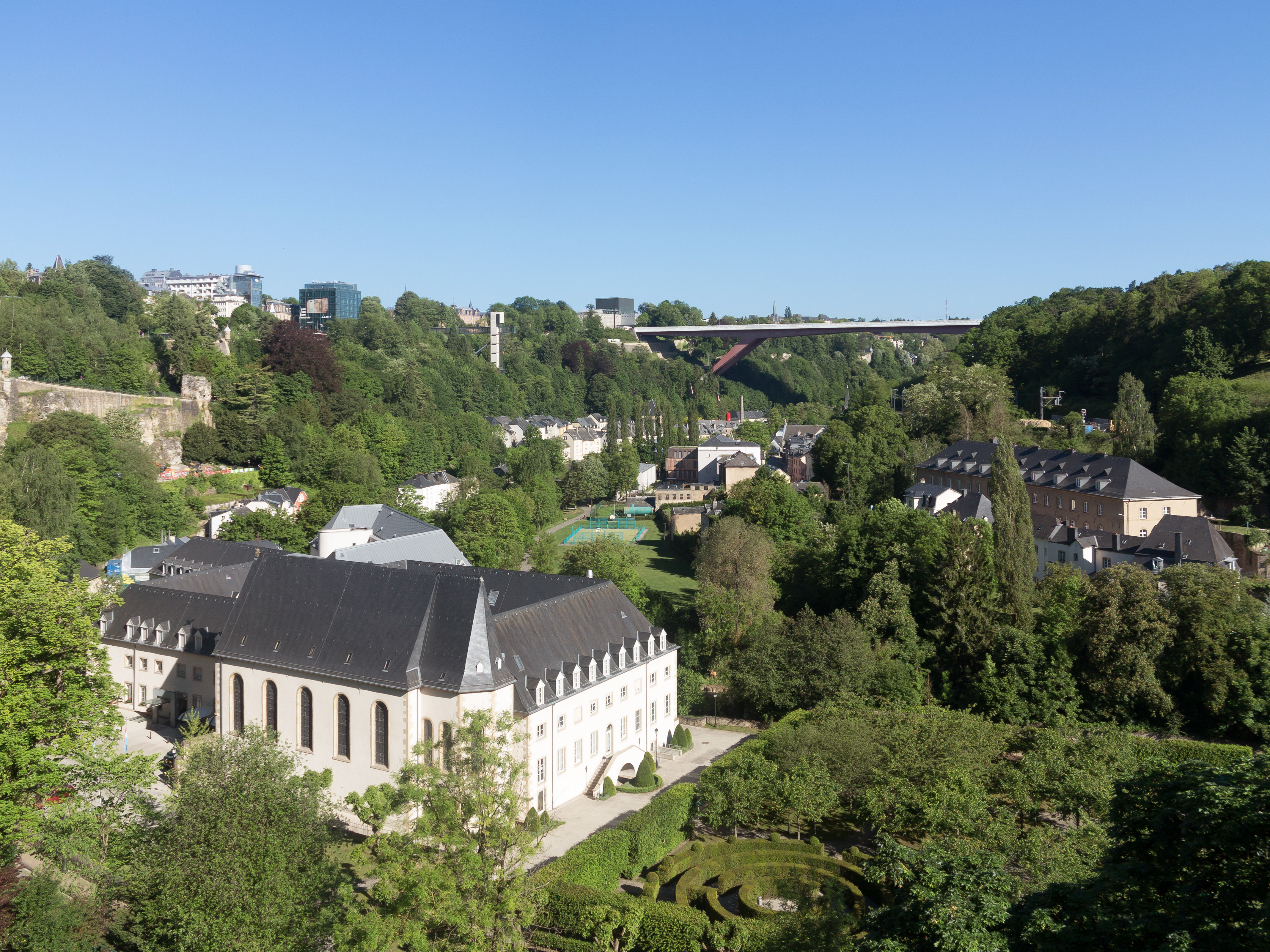

## Geboren
- Auguste Wirion (1864-1940), schilder en tekenaar
- Michel Hülsemann (1885-1955), musicus en componist
- Henri Rabinger (1895-1966), kunstschilder

Beggen · Belair · Bonnevoie-Nord-Verlorenkost · Bonnevoie-Sud · Cents · Cessange · Clausen · Dommeldange · Eich · Gare · Gasperich · Grund · Hamm · Hollerich · Kirchberg · Limpertsberg · Merl · Muhlenbach · Neudorf-Weimershof · Pfaffenthal · Pulvermühl · Rollingergrund-Belair Nord · Ville-Haute (Bovenstad, centrum) · Weimerskirch